# Кіт (тропічний шторм, 1988)
Тропічний шторм Кіт був одинадцятим атлантичним тропічним циклоном сезону 1988 рр.  У цьому році він вразив Сполучені Штати ніж будь-який інший який з часів сезону атлантичного урагану 1925 року. Кіт  почався в Карибському морі 17 листопада. Він відстежувався в північно-західному напрямі і за сприятливих умов ,досяг пікової інтенсивності 110 км / год незадовго до удару по північно-східній частині півострова Юкатан. Він повернувся в північно -східному напрямі Мексиканської затоки і 23 листопада здійснив вихід на берег поблизу Сарасота, штат Флорида. Кіт прискорив рух під впливом холодного фасаду і 24 листопада став тропічним поблизу Бермуд. 
На початку свого існування Кіт викликав помірний або сильний дощ у Гондурасі, Ямайці та Кубі.Мінімальний збиток був зареєстрований в Мексиці, яка все ще відновлюється після наслідків урагану Гілберт за два місяці до цього. Кіт, останній з чотирьох іменних тропічних циклонів, який потрапив до Сполучених Штатів під час сезону, викликав помірні опади, грубі штормові хвилі та поривчастий вітер через центральну Флориду. Загальний збиток був досить незначним, але широко поширеним, загальним обсягом 7,3 млн. Дол. США (14,8 млн. Дол США в цінах 2017 року). Поруч із узбережжям штату Флорида шкода виникла в основному через штормову хвилю та ерозію пляжу. Далі всередині країни були повені, спущені дерева та лінії електропередач. Жодних смертей не було повідомлено.

## Метеорологічна історія
Тропічна хвиля перемістилася недалеко від берега Африки на 5 листопада.. Його рух вперед сповільнився після того, як 12 листопада він пройшов Малі Антильські острови. Великий чітко визначений антициклон зберігався в більшій частині Карибського моря, створюючи сприятливе середовище для цієї системи. Циркуляція низького рівня поступово стала очевидною на супутникових зображеннях. За підсумками спостережень судна, Національний центр ураганів оцінив, що система організована в тропічну депресію 17 листопада, приблизно в 280 милях (450 км) на південь від західного краю Гаїті

## Підготовка

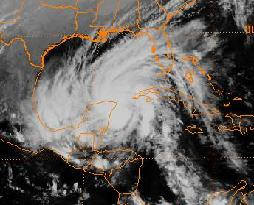
Tropical Storm Keith at Mexican landfall

За два дні до шторму в Флориді, працівники управління надзвичайними ситуаціями почали працювати над підготовкою до нападу. Наступного дня рівень води в п'яти озерах округу Хіллсборо був зменшений як запобіжний захід. Жителі готували мішки з піском, щоб запобігти повені уздовж прибережних районів, а власники човнів працювали, щоб забезпечити свої човни. Деякі туристи, розташовані поблизу південно-західного узбережжя Флориди, виїхали на територію, яка далі була внутрішньою, хоча багато хто залишився незважаючи на шторм. Чиновники Червоного Хреста відкрили шість надзвичайних притулків. Крім того, відділи поліції в Кліруотері, Індійських берегах і Ларгорозширили свою робочу силу для вирішення проблем, пов'язаних зі штормом. Шторм призвів до закриття деяких приватних шкіл, а також коледжу громади Хіллсборо. Близько 21 години до того, як Кіт завершив вихід на узбережжя, Національний центр ураганів випустив попередження про тропічний шторм вздовж західного узбережжя Флориди від Cape Sable до Cedar Key. На наступний день попередження тропічного шторму було розміщено з Юпітера, штату Флорида, на північ до Савани, штат Джорджія. Бургунди також коротко висвітлювали попередження про тропічний шторм.

## Вплив
Кіт опустився приблизно на 3 дюйми (75 мм) дощів уздовж північного узбережжя Гондурасу, і приблизно 10 дюймів (250 мм) було повідомлено на  островах. Коли шторм спустився на Мексику, корабель, який знаходиться на захід від Косумель, повідомив про пориви вітру в 90 км / год (149 км / год), а другий корабель у Пуерто-Морелос, Кінтана-Роо , зафіксував стійкі вітри 70 миль / год (110 км / год). У звітах Косумель зазначено проливні опади та велика кількість ударів блискавки під час найвищих вітрів. Пік опадів досяг 7,69 дюймів (195 мм) на південь від Канкуна. Все ще відновлюється після наслідків урагану Джилберт два місяці до цього півострів Юкатан отримав лише незначну шкоду в результаті Кіта. Шторм спричинив затоплення на західній Кубі, що сильно пошкодило тютюнові та овочеві культури. Офіційні особи змусили 2500 жителів евакуювати свої будинки внаслідок повені. Шторм також скинув близько 4 дюймів (100 мм) опадів у Кінгстоні, Ямайці.
а межами узбережжя Флориди вантажник і його екіпаж з десяти були забиті після того, як шторм затопив машинний зал. [17] Циклон викликав помірно сильний штормовий викид в ізольованих місцях уздовж південно-західного узбережжя штату Флорида, досягаючи 5,94 футів (1,81 м) у Брадентоні та Форт-Майєрс-Біч. Поєднання штормових хвиль і хвиль сильно зруйнували пляжі вздовж Шарлотта-Харбор і затоку Естеро. У Неаполі сильні хвилі зруйнували західний кінець Неапольської пристані, де на березі були промиті кілька човнів. На північ від центру сильні опади випадають, а в Сан-Лео - до 10,27 дюймів (260 мм). Витривалі вітри досягли максимуму в 101 км / год на базі ВПС МакДіл з більш сильними поривами. Внутрішні землі від безпосередньої берегової лінії, шкода в основному обмежувалася ізольованими повенями із прісною водою, збитими деревами та відключеннями електроенергії; загальний збиток був широко поширений, але досить легкий, і шість структур були зруйновані по всьому штату. Перед тим, як рухатись на берег, Кіт породив два торнадо, один з яких пошкодив близько 30 мобільних будинків у Клермоні. У Lakeland, промитий шлях збив 34-вагонний поїзд, який порушив лінію природного газу і змусив 450 людей, щоб евакуювати. В окрузі Лі ураження склали 1,5 млн. Дол. США (3,04 млн. Дол США в цінах 2017 року), а в окрузі Пінеллас шторм спричинив шкоду на рівні 5,8 млн. Дол. США (11,7 млн. Дол США в цінах 2017 року).
В південно-східній частині Флориди було повідомлено про хвилю шторму від 1 до 2 футів (0,3-0,6 м). Було зниження  кількості опадів близько 1 дюйма (25 мм) у прибережній Флориді, на північ до Північної Кароліни. Станція на Бермудських островах повідомляє про стійкі вітри 47 км / год, з поривами до 126 км / год. Тільки незначні ушкодження відбулися на острові.

## See also
- List of Florida hurricanes (1975–1999)
- Other storms of the same name